# NGC 3915
NGC 3915 is een spiraalvormig sterrenstelsel in het sterrenbeeld Maagd. Het hemelobject werd op 24 april 1784 ontdekt door de Duits-Britse astronoom William Herschel.

## Synoniemen
- IC 2963
- MCG -1-30-36
- IRAS 11468-0450
- PGC 36933